# Condor
För andra betydelser, se Condor (olika betydelser).
Condor Flugdienst är ett tyskt flygföretag. Det grundades 1955 som Deutsche Flugdienst och var ursprungligen ett dotterbolag till Lufthansa som bedrev chartertrafik. Sedan några år är det endast delägt av Lufthansa. Flygplanflottan består av Boeing 757-300, Boeing 767-300, Airbus A320 och Airbus A321.
Condor Flugdienst har tidigare varit delägt av Thomas Cook.

## Historisk flotta
Flygbolaget har tidigare flugit bl.a.:
- Airbus A300
- Airbus A310
- Boeing 707-300, -400
- Boeing 727-100, -200
- Boeing 737-100, -200, -300
- Boeing 747-200
- Boeing 757-200, -300
- Boeing 767-300
- Convair 240
- Douglas DC-8-73
- Douglas DC-10
- Fokker F-27
- Vickers Viking
- Vickers Viscount